# Isla de Hong Kong
La isla de Hong Kong (en chino, 香港島; pinyin, Xiānggǎng dǎo; literalmente, ‘isla del puerto fragante’) es una isla en la zona sur de Hong Kong (China). Tiene una población de 1.268.112 habitantes y una densidad de población de 15 915 habitantes/km² (2006). La isla fue tomada por el Reino Unido a comienzos de la década de 1840, y se fundó la Ciudad de Victoria en la isla. La zona central de la isla es el núcleo histórico, político y económico de Hong Kong. La costa norte de la isla es la costa sur del puerto de Victoria, que ha jugado un papel muy destacado en el desarrollo y crecimiento de Hong Kong, ya que por su profundidad es apropiado para el tráfico de grandes buques.
La isla posee muchas de las vistas más famosas en Hong Kong, como el pico de Victoria y el Parque del Océano, así como también muchos sitios históricos y varios centros comerciales. Las cadenas montañosas que atraviesan la isla son utilizadas para la práctica de senderismo. La parte norte de la isla junto al centro urbano de Kowloon forman la principal área urbana de Hong Kong. La extensión combinada de ambos territorios es de aproximadamente 88,3 km², y su población combinada es de aproximadamente 3.156.500 personas, lo que refleja una densidad poblacional de 37 700 habitantes/km². 
La isla a veces es llamada el «lado de la isla» por los locales, en referencia al lado sur del Puerto de Victoria.

## Administración
Los Distritos de la isla son:
- Distrito Central y Occidental
- Distrito Oriental

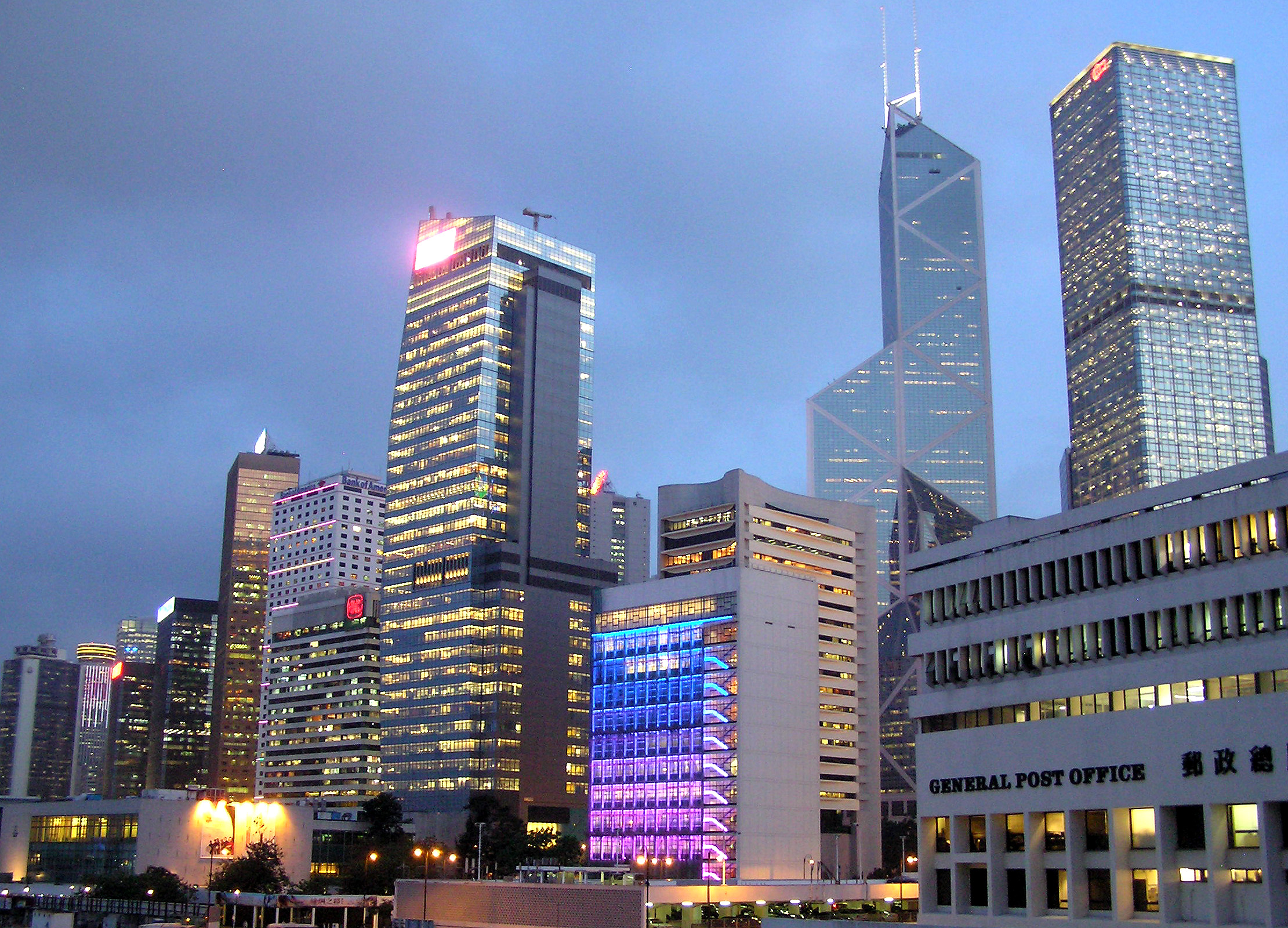
Vista del Distrito Central y Occidental, ubicado en la isla

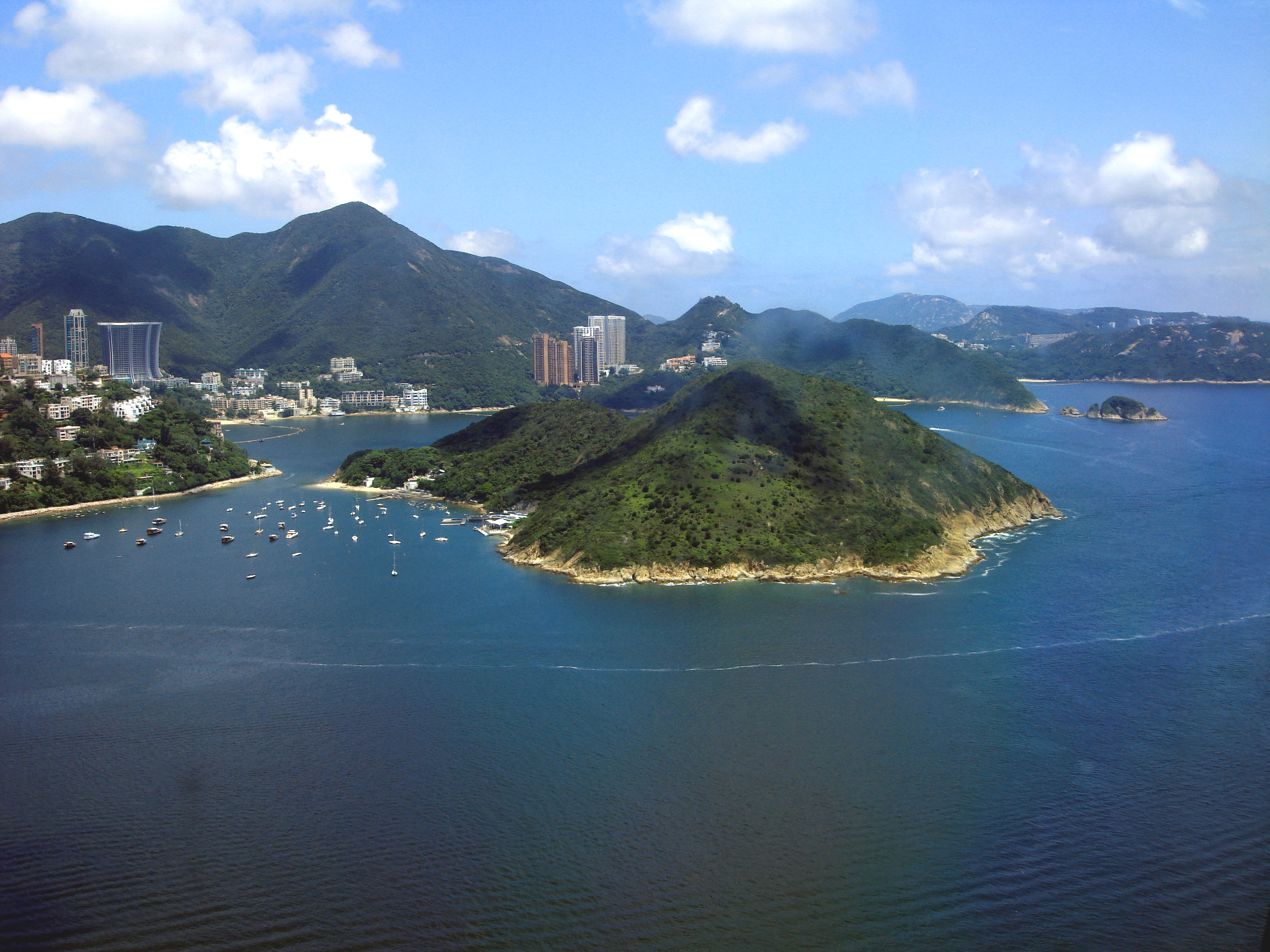
Vista desde un teleférico del Parque del Océano en el distrito sur. En primer plano está el medio de la isla. Al fondo, la Bahía Repulse.

- Distrito Meridional (incluyendo las islas de Ap Lei Chau y Ap Lei Pai)
- Distrito Wan Chai

Nota: La isla de Hong Kong no es parte del Distrito de las Islas.

## Historia
Los restos arqueológicos sugieren que Hong Kong estuvo habitada por sus primeros pobladores hace unos 6000 años durante el período del Neolítico Medio, así como en Chung Hom Wan en la isla de Hong Kong, Sham Wan y Tai Wan (en la isla de Lamma), Fu Tei Wan, en Chek Lap Kok, Lung Kwu Chau y Yung Long en Tuen Mun, entre otros lugares. La cerámica que se ha desenterrado allí incluye recipientes para cocinar y recipientes para alimentos. Se han encontrado una variedad de herramientas de piedra y adornos de piedra, que proporcionan los recursos de la caza y la pesca.
La isla fue ocupada militarmente por el Capitán de la marina británica, Charles Elliot, el 20 de enero de 1841. Fue conocida como la bahía estéril. La marina británica desembarcó en el Punto de Posesión.
El Tratado de Nankín oficialmente cedió la isla a Gran Bretaña en 1842.
La Segunda Guerra Mundial fue un período oscuro para Hong Kong. Británicos, canadienses, indios y las fuerzas de defensa voluntarias de Hong Kong resistieron la invasión japonesa comandada por Saki Takashi, la cual comenzó el 8 de diciembre de 1941, ocho horas luego del ataque a Pearl Harbor. Sin embargo, los japoneses fueron capaces de tomar control de los cielos de la isla en el primer día de ataque, superando en número a las fuerzas defensivas. 
Los británicos y los hindúes se retiraron de la Línea de los bebedores de Gin y de Kowloon a causa de un fuerte bombardeo aéreo y de artillería. Un feroz combate se desarrolló en la isla de Hong Kong entre japoneses y canadienses, con lo que se perdió el único depósito de agua de Hong Kong. Los Canadian Winnipeg Grenadiers pelearon en el enclave de Wong Nai Chong Gap y aseguraron el paso entre la ciudad y las partes retiradas al sur de la isla. Sin embargo, su victoria duró poco tiempo. 
Hong Kong se rindió el 25 de diciembre, de 1941, en lo que es conocido por la población local como la Navidad negra. El Gobernador de Hong Kong, Mark Young, se rindió en persona en los cuarteles de campaña japoneses, en el tercer piso del Hotel Península. Isogai Rensuke fue el primer gobernador japonés de Hong Kong. A continuación siguió un período de hiperinflación y racionamiento de los alimentos; y los japoneses declararon ilegales los dólares de Hong Kong. Además, unas 10 000 mujeres fueron violadas en los primeros días luego de la captura de Hong Kong y un gran número de personas que se sospechaba eran disidentes fueron ejecutados. Los japoneses redujeron las raciones de alimentos a los civiles para preservar la comida para los soldados, hasta niveles de hambruna. Cuando Japón se rindió ante los Estados Unidos el 14 de agosto, de 1945, la población se había reducido a 600.000 habitantes, menos de la mitad de la población antes de la guerra, que era de 1,6 millones de habitantes.

## Geografía
Luego de isla de Lantau, la isla de Hong Kong es por su extensión la segunda isla del territorio. Posee una superficie de 80,4 km², incluidos 6,98 km² de tierra ganada al mar desde 1887. La misma representa aproximadamente el 7% del territorio de Hong Kong. Está separada de la península de Kowloon y los Nuevos territorios en tierra firme por el puerto de Victoria.

## Transporte

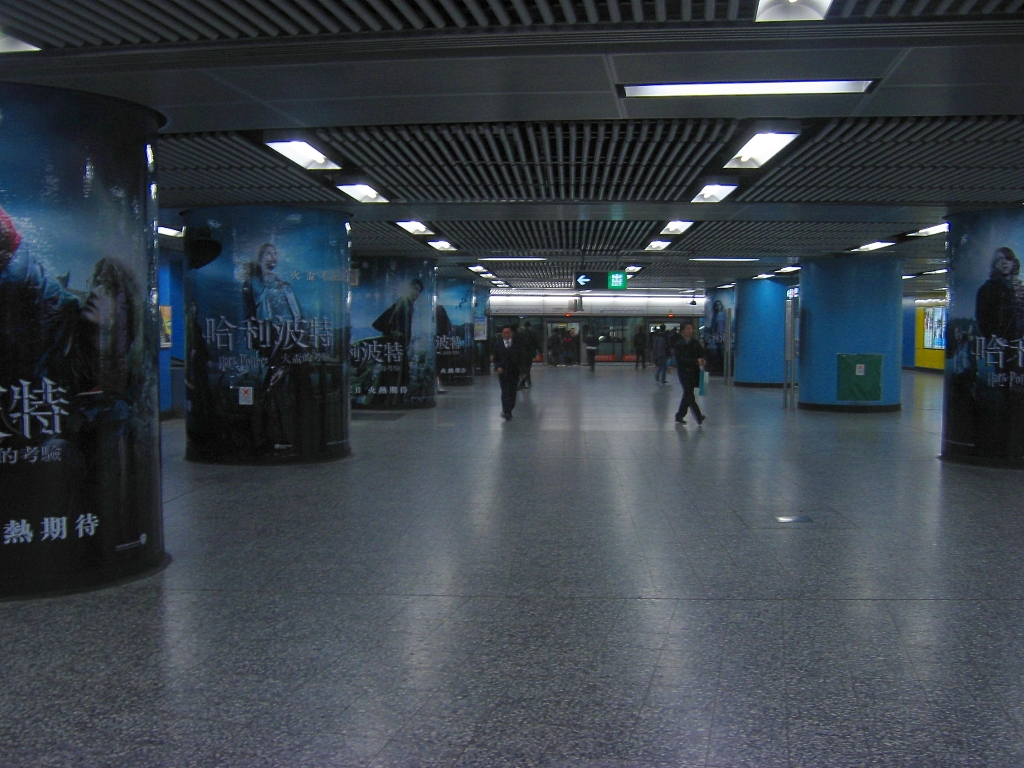
Estación de MTR de Hong Kong.

Existen líneas de tren subterráneas (MTR) que corren en la isla de Hong Kong, de oeste a este, a través de la línea de la costa norte de la isla. Sin embargo, el lado oeste de la isla aún no está conectada a dicho transporte. El gobierno y la MTR han planeado extender la línea de la isla a Kennedy Town, el extremo oeste. Se espera iniciar obras en el 2008 y que las operaciones arranquen en el 2012. 
Las líneas de tranvía de Hong Kong, y el tram del pico corren desde Kennedy Town a Shau Kei Wan, con conexiones desde la bahía Causeway hasta Happy Valley.
La isla está conectada a la península de Kowloon, en tierra firme, a través de dos túneles para autos y dos túneles de líneas del MTR, así como también una tercera línea de MTR con combinaciones a otras. 
Existen planes para construir más combinaciones en esta última línea para resolver los enormes problemas de congestión de los túneles en las horas pico. 
No existe puente alguno entre la isla y el territorio continental, si bien sí lo hay entre Ap Lei Chau y Wong Chuk Hang de Aberdeen, que inició operaciones 1983, con dos carriles ampliados a cuatro en 1994.

## Arte y cultura
La exposición de los United Buddy Bears, celebrada en el verano de 2004 en el histórico Parque Victoria bajo el patrocinio de Jackie Chan, fue el mayor espectáculo al aire libre nunca visto en Hong Kong. Unos dos millones de personas disfrutaron de la muestra. La exposición de los United Buddy Bears, creada por artistas de renombre alrededor del mundo, es probablemente la mayor de su género. Esta muestra itinerante, en la que ya están representados 140 Estados miembros de las Naciones Unidas, ha recorrido hasta la fecha 20 grandes ciudades de los cinco continentes.